# Cotulades tuberculatus
Cotulades tuberculatus là một loài bọ cánh cứng trong họ Zopheridae. Loài này được Carter miêu tả khoa học năm 1921.